# Тамінс
Тамінс (нім. Tamins) — громада  в Швейцарії в кантоні Граубюнден, регіон Імбоден.

## Географія
Громада розташована на відстані близько 150 км на схід від Берна, 10 км на захід від Кура.
Тамінс має площу 40,7 км², з яких на 1,4% дозволяється будівництво (житлове та будівництво доріг), 16,4% використовуються в сільськогосподарських цілях, 50,9% зайнято лісами, 31,3% не є продуктивними (річки, льодовики або гори).

## Демографія
2019 року в громаді мешкало 1222 особи (+3,2% порівняно з 2010 роком), іноземців було 16,3%. Густота населення становила 30 осіб/км².
За віковим діапазоном населення розподілялося таким чином: 18,9% — особи молодші 20 років, 60,4% — особи у віці 20—64 років, 20,7% — особи у віці 65 років та старші. Було 542 помешкань (у середньому 2,2 особи в помешканні).
Із загальної кількості 241 працюючого 31 був зайнятий в первинному секторі, 88 — в обробній промисловості, 122 — в галузі послуг.